# Juan Eligio Ducasse Revee
Juan Eligio Ducasse Revee (Santiago de Cuba, Oriente, Cuba, 12 de marzo de 1862-La Habana, Cuba, 25 de marzo de 1939) fue un militar y patriota cubano de finales del siglo XIX y principios del siglo XX.

## Biografía
Juan Eligio Ducasse Revee nació el 12 de marzo de 1862, en la importante ciudad de Santiago de Cuba. Tuvo un hermano llamado Vidal Ducasse Revee. Procedían de una familia mestiza de antepasados haitianos y franceses.
Cuba, en la segunda mitad del siglo XIX, era un hervidero de conspiraciones independentistas. La Guerra de los Diez Años (1868-1878) y la Guerra Chiquita (1879-1880) no lograron su objetivo de independizar a Cuba del Imperio español. Tras el fracaso de dichas guerras, se abrió un período de paz relativa, en la que no faltaron alzamientos, conspiraciones fallidas, expediciones malogradas y numerosos intentos de los cubanos de reiniciar la guerra de independencia.
Finalmente, tras años de fracasos, José Martí logró unifircar a todos los independentistas en el Partido Revolucionario Cubano, hacia principios de la década de 1890. El 24 de febrero de 1895, estalló la Guerra Necesaria (1895-1898), tercera guerra por la independencia de Cuba. Entre los miles de hombres que se levantaron en armas por esos días estuvieron los hermanos Vidal y Eligio Ducasse Revee.

### Guerra Necesaria
Los hermanos Ducasse Revee se unieron a las tropas del Comandante Alfonso Goulet. Pocos meses después, todas las fuerzas orientales, incluyendo las de Goulet, quedaron bajo el mando del Lugerteniente General Antonio Maceo. Bajo las órdenes del General Maceo, los hermanos Ducasse Revee participaron en las batallas de Jobito, Peralejo y Sao del Indio, así como otras de menor importancia.
Ascendido a Teniente Coronel el 10 de octubre de 1895, Eligio formó parte de la Columna Invasora, fuerza militar expedicionaria que realizó la Invasión a Occidente entre fines de ese año y enero de 1896. Como parte de dicha Columna, Eligio participó en todas las batallas importantes de la Invasión, destacándose sobre todo en las Batallas de Mal Tiempo y Calimete.
Una vez en territorio habanero, la Columna se dividió en dos, entre los que continuaron hacia Pinar del Río, bajo el mando de Maceo y los que se quedaron en los campos de La Habana, bajo el mando del Generalísimo Máximo Gómez. Eligio quedó en este segundo grupo y tomó parte en la Campaña de la Lanzadera.
Fue ascendido a Coronel en marzo de 1896 y pasó a Pinar del Río junto a Maceo, en donde fue designado Jefe de la Brigada Sur. Auxilió el desembarco de la Expedición del Competidor, en abril de 1896. Fue ascendido a General de Brigada (Brigadier) en diciembre de 1896, varios días después de la muerte de Maceo en la Batalla de San Pedro.
A finales de marzo de 1897, no pudo evitar la captura de su nuevo Jefe, el Mayor General Juan Rius Rivera, por parte de fuerzas enemigas en Cabeza de Río Hondo. El Brigadier Ducasse asumió el mando del Sexto Cuerpo de Ejército temporalmente hasta que, a inicios de abril, se lo entregó al Mayor General Pedro Antonio Díaz Molina. El 28 de febrero de 1898, murió su hermano, el Brigadier Vidal Ducasse Revee, en la Provincia de Pinar del Río, producto de las heridas sufridas en combate, pocos días antes.
Posteriormente, estuvo a las órdenes del Lugarteniente General Calixto García y terminó la guerra, en 1898, subordinado al Mayor General Mayía Rodríguez. Fue ascendido a General de División, el 24 de agosto de 1898. Tiempo después, resultó elegido representante a la Asamblea de Santa Cruz y se licenció del Ejército Libertador, el 15 de octubre de 1898.

### Vida posterior
Tras el fin de la guerra, Cuba quedó bajo la Primera ocupación estadounidense de Cuba (1898-1902). El 20 de mayo de 1902, terminó oficialmente la ocupación, con el establecimiento de la República de Cuba. Ya en estos tiempos de paz, el General Ducasse trabajó para la "Compañía Tabacalera de Cuba". También ejerció como médico-veterinario.
La fraudulenta reelección del Presidente Tomás Estrada Palma (1902-1906), provocó el estallido de una brevísima guerra civil, conocida como la Guerrita de agosto de 1906. Incapaz de impedir dicho conflicto, Estrada Palma renunció y llamó al Gobierno de Estados Unidos a intervenir militarmente en Cuba, provocando así la Segunda ocupación estadounidense de Cuba (1906-1909).
Durante dicha ocupación, muchos de los mambises veteranos se opusieron y conspiraron para poner fin a ella. El General Ducasse participó en una de dichas conspiraciones, la cual pretendía provocar un alzamiento contra el Gobierno de ocupación. Sin embargo, fue arrestado el 26 de septiembre de 1907 y liberado tras el fracaso de la misma.
Restaurada la República en 1909, Eligio integró el "Movimiento de Veteranos y Patriotas" hasta su muerte en La Habana, el 25 de marzo de 1939, a los 77 años de edad.